# Kolonia (starożytna Grecja)
Kolonia – w starożytnej Grecji kolonią (stgr. ἀποικία apoikia) nazywano osadę lub miasto zakładane przez osadników z jednej z polis greckich poza granicami Hellady. Kolonie utrzymywały ze swoimi macierzystymi polis, zwanymi metropoliami, więzi polityczne, religijne, gospodarcze, choć same tworzyły najczęściej odrębny organizm państwowy, często o dużym znaczeniu politycznym i gospodarczym (np. Tarent – kolonia Sparty, Massalia – kolonia Fokidy).